# Doktorspiele
„Doktorspiele” – drugi singel Aleksa C. wydany w 2008 promujący album Euphorie. Utwór powstał przy pomocy niemieckiej piosenkarki Yass.
Tekst piosenki „Doktorspiele” nie opisuje wydarzeń dziejących się na teledysku. Yass śpiewa konkretnie o tytułowej zabawie w doktora, natomiast teledysk przedstawia wokalistkę jako lekarkę. W tle widać  pielęgniarki dobierające się do pacjenta. Alex C. pojawia się momentami przedstawiony jako DJ.

## Tekst piosenki
Singel ma bardzo podobny tekst i melodię do „Du hast den schönsten Arsch der Welt”. Tytuł „Doktorspiele” oznacza w języku polskim zabawa w doktora. Tekst utworu jest jeszcze bardziej kontrowersyjny od poprzednika.

## Listy przebojów
| Kraj    | Lista (2008)    | Najwyższa pozycja |
| ------- | --------------- | ----------------- |
| Austria | Singles Top 75  | 3                 |
| Niemcy  | Singles Top 100 | 4                 |